# Козёл (посёлок)
Козёл (бел. Казёл) — посёлок в составе Черноборского сельсовета Быховского района Могилёвской области Республики Беларусь.

## Географическое положение
Расположена в 45 км от Могилёва и 25 км от Быхова.

## История
Деревня основана в 1920-е годы как поселок выходцев из села Болонов-Селец на бывших частновладельческих землях.

## Население
- 2010 год — 4 человека